# Elizabeth Ann Macgregor
Pour les articles homonymes, voir MacGregor.
Elizabeth Ann Macgregor, née en 1958, est une conservatrice et historienne de l'art écossaise. Elle est également directrice du Musée d'art contemporain (MCA) de Sydney depuis 1999, et officier de l'Ordre de l'Empire britannique. 

## Carrière
Elizabeth Macgregor est née à Dundee en Écosse. Durant sa jeunesse, elle étudie à l'Université d'Édimbourg où elle obtient une maîtrise en histoire des arts. Elle obtient ensuite un diplôme d'études muséales et de galeries à Manchester. 
À la fin de ses études, elle rentre au Scottish Arts Council au sein duquel elle occupe le poste de conservatrice et conductrice de la galerie d'art mobile. Elle travaille ensuite pour le Arts Council of Great Britain pendant trois ans, avant devenir directrice de la Ikon Gallery de Birmingham, poste qu'elle occupe pendant dix ans. 
En 1999, elle est nommée directrice du Musée d'Art contemporain d'Australie (MCA) basé à Sydney. 
En 2001, elle reçoit la médaille du centenaire pour « service rendu à la société australienne et à l'art contemporain ». Lors de l'anniversaire de la Reine de 2011, Macgregor est nommée officier de l'Ordre de l'Empire britannique dans la liste des services diplomatiques et des pays d'outre-mer pour « service rendu à l'art contemporain ». Elle est également membre de la Royal Society of New South Wales (FRSN). 
En 2017, elle est nommée lauréate créative NSW tout comme Carriageworks . Interviewée au sujet de cette récompense, elle déclare : « La créativité est la clé de l'innovation, et l'innovation stimule la croissance, la durabilité et la prospérité, enrichissant le capital culturel de NSW - et de l'Australie ». 
Toujours en 2016, Macgregor est élue présidente du conseil d'administration du Comité international des musées et collections d'art moderne pour un mandat de trois ans.  
Elle contribue à la rédaction du chapitre « Investissement dans la culture: la folie ou la nécessité ? » dans une publication de 2006 intitulée Talking About Sydney: Population, community and culture in Contemporary Sydney, édité par Robert Freestone, Bill Randolph et Caroline Butler-Bowdon. Elle contribue aussi à la préface des livres d'artistes et des expositions produits par le MCA. Elle a enfin contribué un essai intitulé A Tale of Two Cultures.  
Dans sa carrière professionnelle, Macgregor a établi des relations étroites avec l'institution artistique Tate de Londres, favorisant l'acquisition conjointe d'œuvres par 15 artistes australiens.  
Sa contribution à la scène artistique australienne a valu à Macgregor d'être nommée par l'Australian Financial Review dans la catégorie Arts, Culture et Sport des 100 femmes les plus influentes en 2019.  